# Ianis Stoica
Ianis Ilie Stoica (Bucarest, 8 dicembre 2002) è un calciatore rumeno, attaccante dell'Estrela Amadora.

## Carriera

### Club
Cresciuto nel settore giovanile dell'FCSB, ha esordito in prima squadra il 25 ottobre 2017 disputando l'incontro di Cupa României vinto 1-6 contro il Sănătatea Cluj. A causa del poco spazio in rosa, dal 2019 al 2021 viene girato in prestito in squadre tra massima serie e seconda divisione rumena.

### Nazionale
Ha giocato numerose partite con le varie nazionali giovanili rumene, fino all'Under-21.

## Statistiche

### Presenze e reti nei club
Statistiche aggiornate al 20 marzo 2022.
| Stagione        | Squadra           | Campionato      | Campionato | Campionato | Coppe nazionali | Coppe nazionali | Coppe nazionali | Coppe continentali | Coppe continentali | Coppe continentali | Altre coppe | Altre coppe | Altre coppe | Totale | Totale |
| Stagione        | Squadra           | Comp            | Pres       | Reti       | Comp            | Pres            | Reti            | Comp               | Pres               | Reti               | Comp        | Pres        | Reti        | Pres   | Reti   |
| --------------- | ----------------- | --------------- | ---------- | ---------- | --------------- | --------------- | --------------- | ------------------ | ------------------ | ------------------ | ----------- | ----------- | ----------- | ------ | ------ |
| 2017-2018       | FCSB              | L1              | 0          | 0          | CR              | 3               | 1               |                    | -                  | -                  |             | -           | -           | 3      | 1      |
| 2018-gen. 2019  | FCSB              | L1              | 0          | 0          | CR              | 1               | 0               | UEL                | 0                  | 0                  |             | -           | -           | 1      | 0      |
| gen.-giu. 2019  | Dunărea Călărași  | L1              | 2          | 0          | CR              | 1               | 0               |                    | -                  | -                  |             | -           | -           | 3      | 0      |
| 2019-feb. 2020  | Petrolul Ploiești | L2              | 8          | 0          | CR              | 0               | 0               |                    | -                  | -                  |             | -           | -           | 8      | 0      |
| feb.-giu. 2020  | Metaloglobus      | L2              | 2          | 0          | CR              | -               | -               |                    | -                  | -                  |             | -           | -           | 2      | 0      |
| 2020-2021       | Slatina           | L2              | 24         | 7          | CR              | 0               | 0               |                    | -                  | -                  |             | -           | -           | 24     | 7      |
| 2021-2022       | FCSB              | L1              | 25         | 6          | CR              | 1               | 2               | UECL               | 1                  | 0                  |             | -           | -           | 27     | 8      |
| Totale carriera | Totale carriera   | Totale carriera | 61         | 13         |                 | 6               | 3               |                    | 1                  | 0                  |             | -           | -           | 68     | 16     |